# Trafics en tous genres
Pour plus de détails, voir Fiche technique et Distribution.
Trafics en tous genres (The B.R.A.T. Patrol) est un téléfilm américain réalisé par Mollie Miller, et diffusé dans The Disney Sunday Movie le 26 octobre 1986 sur ABC.
En France, il a été diffusé en deux parties dans Amuse 3 les 11 octobre 1988 et 18 octobre 1988 sur FR3. Rediffusion dans Disney Parade sur TF1. Rediffusion dans Le mardi c'est permis le 17 mars 1992 sur M6.

## Fiche technique
Réalisation : Mollie Miller
Scénario : Chris Carter

## Distribution
Sean Astin : Leonard Kinsey
Tim Thomerson : Major Dan Hackett